# Anthocoris sarothamni
Anthocoris sarothamni, auch Ginster-Lausjäger genannt, ist eine Wanze aus der Familie der Blumenwanzen (Anthocoridae).

## Merkmale
Die Wanzen werden 3,1 bis 3,8 Millimeter lang. Die Arten der Gattung Anthocoris sind teilweise sehr schwer bestimmbar. Anthocoris sarothamni zählt allerdings zu den verhältnismäßig einfach zu bestimmenden Arten, da sie im Vergleich zu den anderen Arten sehr dunkel gefärbt ist. Die Schenkel (Femora) der mittleren und hinteren Beine sind charakteristisch sehr dunkel, ebenso die Fühler, wobei jedes Segment direkt an der äußersten Spitze blass gefärbt ist. Mit letzterem Merkmal kann man auch die Nymphen bestimmen. Die Schienen (Tibien) haben außerdem einen verhältnismäßig großen Rotanteil in ihrer Färbung. Die Hemielytren sind komplett glänzend, lediglich eine matte Binde verläuft an der Naht zwischen Corium und Clavius.

## Verbreitung und Lebensraum
Die Art ist europäisch und hier vor allem im Westen verbreitet. Sie kommt von den Britischen Inseln über West- und Mitteleuropa bis in den westlichen Mittelmeerraum und im Osten bis nach Polen und auf den Balkan vor. Sie ist in Deutschland mutmaßlich weit verbreitet, aber nur vereinzelt nachgewiesen und ist im Westen häufiger als im Osten, aber überall selten. In Österreich kommt sie nicht vor. In Großbritannien ist die Art weit verbreitet.

## Lebensweise
Die Tiere leben in Mitteleuropa an Besenginster (Cytisus scoparius), in Mittelmeerraum findet man sie auch an Ginster (Genista), Dornginster (Calycotome) und Seidelbast (Daphne). Sie ernähren sich hauptsächlich von Blattflöhen und ihren Larven, insbesondere der Gattung Arytaina, aber auch von Blattläusen. Im April und Mai stechen die Weibchen ihre Eier unter die Epidermis der Blätter der Wirtspflanzen. Gelegentlich tun sie dies auch in die Stängel. Die adulten Tiere der neuen Generation treten ab Juni auf. In Deutschland gehen diese dann in die Diapause und entwickeln keine zweite Generation, vermutlich, weil dann die Blattflöhe auf Besenginster als Nahrungsgrundlage fehlen.

## Belege